# Лонгано
Лонгано (итал. Longano) је насеље у Италији у округу Изернија, региону Молизе.
Према процени из 2011. у насељу је живело 390 становника. Насеље се налази на надморској висини од 671 м.

## Становништво
| 1936. | 1951. | 1961. | 1971. | 1981. | 1991. | 2001. | 2011. |
| ----- | ----- | ----- | ----- | ----- | ----- | ----- | ----- |
| 1.355 | 1.488 | 1.314 | 1.107 | 1.012 | 811   | 725   | 697   |